# Felipe Gomes
Felipe Gomes (Rio de Janeiro, 26 de abril de 1986) é um atleta paralímpico brasileiro da classe T11, para deficientes visuais. Participou dos Jogos Paralímpicos de Verão de 2016 no Rio de Janeiro, dos Jogos Paralímpicos de Verão de 2012 em Londres e dos Jogos Paralímpicos de Verão de 2008 em Pequim, conquistando seis medalhas nas provas de velocidade.